# Tsuruta, Aomori
Tsuruta (japanska: 鶴田町?, Tsuruta-machi) är en landskommun (köping) i Aomori prefektur i Japan.  